# Orthorrhinus
Orthorrhinus är ett släkte av skalbaggar. Orthorrhinus ingår i familjen vivlar.

## Dottertaxa tillOrthorrhinus, i alfabetisk ordning[1]
- Orthorrhinus aethiops
- Orthorrhinus affinis
- Orthorrhinus albiceps
- Orthorrhinus albosparsus
- Orthorrhinus ambiguus
- Orthorrhinus arrogans
- Orthorrhinus aspredo
- Orthorrhinus bicolor
- Orthorrhinus brachypus
- Orthorrhinus brevirostris
- Orthorrhinus carbonarius
- Orthorrhinus carinatus
- Orthorrhinus centurio
- Orthorrhinus cruciatus
- Orthorrhinus curvipes
- Orthorrhinus cylindricus
- Orthorrhinus cylindrirostris
- Orthorrhinus euchromus
- Orthorrhinus granosparsus
- Orthorrhinus hilipoides
- Orthorrhinus illex
- Orthorrhinus infidus
- Orthorrhinus innubus
- Orthorrhinus klugi
- Orthorrhinus laetus
- Orthorrhinus lateralis
- Orthorrhinus lepidotus
- Orthorrhinus leseleuci
- Orthorrhinus longimanus
- Orthorrhinus meleagris
- Orthorrhinus pacificus
- Orthorrhinus palmaris
- Orthorrhinus patruelis
- Orthorrhinus perversus
- Orthorrhinus philippinus
- Orthorrhinus pomicola
- Orthorrhinus posticus
- Orthorrhinus postoculatus
- Orthorrhinus rugirostris
- Orthorrhinus rugosus
- Orthorrhinus simulans
- Orthorrhinus spilotus
- Orthorrhinus tenellus
- Orthorrhinus vagus
- Orthorrhinus variegatus